# 101 Virginis
Désignations
101 Virginis, également désignée CY Bootis, est une étoile variable de la constellation du Bouvier, située à 970 ± 50 a.l. (∼ 297 pc) de la Terre. C'est une géante rouge de type spectral M3IIIa qui est également une variable semi-régulière dont la magnitude apparente varie entre 5,74 et 5,90.